# Minoru Yanagida
Minoru Yanagida (japansk: 柳田 稔) (født 6. november 1954 i Kagoshima) er en japansk politiker, der er medlem af Overhuset, valgt for Det Demokratiske Parti. Fra september til november 2010 var han justitsminister i Naoto Kans regering. 
Yanagida er uddannet ingeniør fra Tokyos Universitet. Han blev indvalgt i Overhuset første gang i 1998 efter at have siddet to valgperioder i Underhuset fra 1990.
Efter at have været minister i lige over tre måneder, måtte Yanagida 22. november 2010 træde tilbage, da det kom frem, at han til vælgerne i sin valgkreds i Hiroshima, at det var "let at være justitsminister", fordi han kun skulle huske to sætninger – nemlig "jeg afstår fra at kommentere på individuelle sager" og "vi handler i henhold til loven". En meningsmåling udført af avisen Mainichi viste, at 71 procent var tilfreds med hans beslutning om at trække sig. Naoto Kans popularitet er faldet til 26 procent, viste målingen. I september var tallet 64 procent.